# Oulad Msabbel
Oulad Msabbel (en àrab أولاد امسبل, Ūlād Imsabbil; en amazic ⵡⵍⴰⴷ ⵎⵙⴰⴱⴱⵍ) és una comuna rural de la província d'El Kelâa des Sraghna, a la regió de Marràqueix-Safi, al Marroc. Segons el cens de 2014 tenia una població total de 6.254 persones.